# 容易
容易（1978年10月—），女，湖北恩施人，土家族，中华人民共和国科技和政治人物。现任中国航天科技集团有限公司一院长征二号F运载火箭总设计师。第十四届全国政协委员。

## 生平
容易原名容艺，因属马，其父取“小马吃草容易些”之意改为现名。1997年毕业于恩施市第一中学，本科就读国防科技大学航天技术系发动机设计专业，之后被保送到清华大学攻读硕士和博士，涉猎气固两相流课题。2006年毕业于清华大学，获工学博士学位，随后进入航天科技集团火箭院总体设计部作博士后研究，参与载人登月运载系统技术途径论证，担任长征二号F运载火箭故障检测和逃逸救生系统总体技术负责人。
2008年3月博士后出站，年仅31岁，分配至中国运载火箭技术研究院总体设计部成为一名火箭设计师。2017年，容易担任长征九号副总设计师。2021年初至2023年中（长征二号F运载火箭遥十二箭至遥十六箭）期间，容易接替张智担任该型火箭总设计师。